# 最強魔法師的隱遁計畫
《最強魔法師的隱遁計畫》是所著的日本輕小說。2015年4月起於成為小說家吧連載；2017年2月起經HJ文庫發行文庫版，由擔綱插畫，出版至今共18卷。

## 故事簡介

### 劇情大綱
在魔物一個世紀的肆虐下，人類的數量減少了十分之一，人類的生存范圍縮減至七百分之一，只能生活在「保護罩」裡。然而，人類依然相信有能憑借實力對抗魔物的魔法師的存在。自6歲開始參軍，時年12歲的亞爾斯·雷金便站在所有魔法師的頂端，在服役滿十年且奪回人類居住圈的第二塊大陸時，已厭倦戰場的他便向上司提出退伍要求。可是，作為對全人類來說最為重要的戰力的亞爾斯，軍方不能輕易批准他的辭呈，故改以「長期休假」為由，將他送到阿弗盧奧國第二魔法學院入學隨時候命。在魔法學院內，每個學生都是以成為高階位魔法師上戰場，然而長期處於居住圈的和平卻不懂戰爭的殘酷。

### 設定
【魔法師的階位】由他們的實力強弱決定。在這之中，名列前茅的高階位魔法師被人類尊稱為「無雙魔法師」，因此在十餘萬人的魔法師中也就只會存在九名。
【巴比倫塔防衛壁】防衛人類免受魔物侵襲，不過在人類的居住圈擴大後，防衛的性能在逐漸減弱。

## 角色介紹

### 主角
亞爾斯·雷金
站在魔法師頂端的第一席「無雙魔法師」。從6歲開始參軍。11歲時受到希斯緹影響而開始從事魔法研究。16歲時提出辭呈卻被總督駁回，並於休假期間受命進入第二魔法學院就讀。雖然休假但仍需處理國家各式各樣的任務。
艾莉絲·提列克
亞爾斯的同班同學和忒絲菲婭的朋友。是光系統第4階魔法師。第一個主動向亞爾斯搭話的人。被學院理事長告之亞爾斯的身份後與忒絲菲婭一同接受亞爾斯的魔法訓練（課外授業）。過去曾是元素因子分離化計畫的研究對象。
忒絲菲婭·斐培爾
亞爾斯的同班同學和艾莉絲的朋友。是冰系統第4階魔法師。對自己貴族的身份感到非常自豪。起初對亞爾斯的態度感到不滿，故向亞爾斯提出決鬥，理所當然的慘敗。被學院理事長告之亞爾斯的身份後與阿莉絲一同接受亞爾斯的魔法訓練（課外授業）。
露姬·雷貝赫爾
被總督派遣過來與亞爾斯搭檔的魔法師。是雷系統第3階魔法師，並擁有第2階探位。使用飛刀型AWR。曾在軍隊的訓練所為同期中不敗，但唯獨與亞爾斯對戰訓練屢戰屢敗。在第一次上前線實戰時被亞爾斯所救，其他同行的隊友都葬身於戰場。喜歡亞爾斯。不悅艾莉絲與忒絲菲婭對亞爾斯過份輕鬆的態度。
費莉涅拉·索卡蓮托
第二魔法學院的二年級生，女子宿舍的宿舍長。才貌雙全的貴族千金。是風系統第3階魔法師。因一直聽其父親提起故也認識亞爾斯，並對其傾心。以協助父親的形式參與第一線工作，有「傀儡舞者」之稱。
希斯緹·涅庫索菲亞
亞魯法國第二魔法學院的理事長。現役時期曾當任魔法師階位排名第9位的「魔女」，知曉亞爾斯的實力。

### 亞魯法國
希瑟妮婭·伊爾·艾魯杰特
亞魯法國第15任元首，於國內有公主之稱。氣度不凡且頭腦敏銳的美女。儘管野心勃勃並任性妄為，但也有纖細的一面。
琳涅·京梅爾
希瑟妮婭的親信。是聲名遠播的探查魔法師，在探位之中排行第二，因擁有魔眼【普羅比雷本斯之眼】而被稱為「亞魯法之眼」。
貝利克·薩雷比亞諾
亞魯法國總督，國內軍隊總指揮官。魔法師的功力並不出眾，但戰略的眼光極佳。
維劄斯特·索卡連托
費莉涅菈之父。曾是亞爾斯的直屬上司。目前專職於諜報活動。
芙蘿婕·斐培爾
斐培爾的女當家，現役時期憑藉高超的指揮本領擔任亞魯法國少將，並培養多名優秀的後輩，也被譽為「稀世的司令官」。為了女兒忒絲菲婭而退役。
謝路巴·古利努斯
侍奉斐培爾家的管家。舉止優雅並有著紳士風度。
蕾蒂·庫魯托卡
亞魯法的另一位無雙魔法師，階位排名第七席。有著直爽的性格，和亞爾斯是老相識。擅長使用爆裂型炎系統魔法。
古鐸曼
亞魯法國的魔法研究者。主導元素因子分離化計畫，因從事非法研究遭到通緝。被軍方抓走後遭到合作者滅口。

### 盧薩路卡國
莉綺雅·托夫·茵芙蘭達
盧薩路卡國元首，於國內有「妖精」之稱。
約翰·倫布魯茲
盧薩路卡國的無雙魔法師，階位排名第三席。和亞爾斯是老朋友，是名性格爽朗的美男子。
西絲碧妲·歐菲姆
盧薩路卡國的另一位無雙魔法師。使用魔法書型AWR。

### 庫列比迪多國
法諾·托魯帕
庫列比迪多國的無雙魔法師，階位排名第四席。是防壁系魔法專家，有「鐵壁」之稱，奪得「七國之中最堅不可摧」的美譽。使用傘型AWR。

## 出版書籍

### 輕小說
| 卷數 | Hobby Japan    | Hobby Japan            | 東立出版社     | 東立出版社                                                  |
| 卷數 | 發售日期       | ISBN                   | 發售日期       | ISBN / EAN                                                  |
| ---- | -------------- | ---------------------- | -------------- | ----------------------------------------------------------- |
| 1    | 2017年2月28日  | ISBN 978-4-7986-1396-3 | 2018年4月19日  | ISBN 978-986-486-232-0（首刷附錄版） ISBN 978-957-26-0870-8 |
| 2    | 2017年4月28日  | ISBN 978-4-7986-1446-5 | 2018年10月25日 | EAN 471-094-555-783-0（首刷附錄版）                         |
| 3    | 2017年7月29日  | ISBN 978-4-7986-1505-9 | 2019年1月21日  | EAN 471-094-555-817-2（首刷附錄版）                         |
| 4    | 2017年12月1日  | ISBN 978-4-7986-1565-3 | 2019年4月15日  | EAN 471-094-555-940-7（首刷附錄版）                         |
| 5    | 2018年2月1日   | ISBN 978-4-7986-1621-6 | 2019年6月13日  | EAN 471-094-555-971-1（首刷附錄版）                         |
| 6    | 2018年5月1日   | ISBN 978-4-7986-1690-2 | 2019年9月16日  | EAN 471-094-556-136-3（首刷附錄版）                         |
| 7    | 2018年9月1日   | ISBN 978-4-7986-1762-6 | 2019年11月18日 | EAN 471-060-104-032-4                                       |
| 8    | 2019年2月1日   | ISBN 978-4-7986-1863-0 | 2020年1月13日  | EAN 471-060-104-073-7（首刷附錄版）                         |
| 9    | 2019年8月1日   | ISBN 978-4-7986-1943-9 | 2020年4月1日   | EAN 471-060-104-182-6（首刷附錄版）                         |
| 10   | 2020年2月1日   | ISBN 978-4-7986-2059-6 | 2020年6月29日  | EAN 471-060-104-261-8（首刷附錄版）                         |
| 11   | 2020年8月1日   | ISBN 978-4-7986-2262-0 | 2020年11月12日 | EAN 471-060-104-375-2（首刷附錄版）                         |
| 12   | 2021年2月1日   | ISBN 978-4-7986-2414-3 | 2021年5月13日  | ISBN 978-957-266-887-0（首刷附錄版）                        |
| 13   | 2021年7月31日  | ISBN 978-4-7986-2554-6 | 2021年11月22日 | ISBN 978-957-267-875-6（首刷附錄版）                        |
| 14   | 2021年12月28日 | ISBN 978-4-7986-2701-4 | 2022年4月21日  | ISBN 978-957-268-923-3                                      |
| 15   | 2022年6月1日   | ISBN 978-4-7986-2843-1 | 2023年2月6日   | ISBN 978-626-718-640-4                                      |
| 16   | 2022年12月28日 | ISBN 978-4-7986-3018-2 | 2023年7月17日  | ISBN 978-626-360-491-9                                      |
| 17   | 2023年9月1日   | ISBN 978-4-7986-3238-4 | 2024年5月6日   | ISBN 978-626-020-334-4                                      |
| 18   | 2024年5月1日   | ISBN 978-4-7986-3535-4 |                |                                                             |

### 漫畫
作者：イズシロ (原作)／ 米白かる (漫畫)／ ミユキルリア (角色設計)
| 卷數 | 史克威爾艾尼克斯 | 史克威爾艾尼克斯   | 東立出版社    | 東立出版社             |
| 卷數 | 發售日期         | ISBN               | 發售日期      | ISBN                   |
| ---- | ---------------- | ------------------ | ------------- | ---------------------- |
| 1    | 2021年2月5日     | ISBN 9784757570818 | 2022年9月15日 | ISBN 978-957-26-8593-8 |
| 2    | 2021年7月7日     | ISBN 9784757573604 |               |                        |
| 3    | 2021年10月7日    | ISBN 9784757575141 |               |                        |
| 4    | 2021年12月7日    | ISBN 9784757576131 |               |                        |
| 5    | 2022年5月7日     | ISBN 9784757579064 |               |                        |
| 6    | 2022年9月7日     | ISBN 9784757581135 |               |                        |

## 外部連結
- 成為小說家吧連載網站（日語）
- HJ文庫官方網站（日語）